# David Cordier
David Cordier (* 1. Mai 1959 in Rochester; † 19. Mai 2025) war ein englischer Opernsänger (Countertenor).

## Leben
Der Countertenor David Cordier begann seine Sängerkarriere als Knabensopran im Domchor seiner Heimatstadt Rochester in Kent und studierte dann am King’s College in Cambridge und am Royal College of Music in London. Seit vielen Jahren hatte er in Köln seine künstlerische Wahl-Heimat gefunden.
David Cordiers Repertoire reichte von englischen Lautenliedern des 17. Jahrhunderts bis hin zu zeitgenössischen Opernpartien. Zu seinen wichtigsten Rollen gehörten die Titelpartien in Händels "Giulio Cesare", "Ezio", "Ottone", "Radamisto" und "Flavio", der Bertarido in "Rodelinda", Andronico in "Tamerlano", Dardano in "Amadigi", David in "Saul" und Daniel in "Belshazzar" sowie der Orpheus in Christoph Willibald Glucks "Orfeo ed Euridice", ebenso aber der Graf Orlowsky in der "Fledermaus" von Johann Strauß, der Edgar in Aribert Reimanns "Lear" und der Oberon in Benjamin Brittens "Midsummer Night's Dream".
David Cordier sang unter anderem an den Staatsopern in Stuttgart, München und Hamburg, der Semperoper Dresden, der Komischen Oper Berlin, dem Aalto-Theater Essen, am Badischen Staatstheater Karlsruhe, der Deutschen Oper am Rhein Düsseldorf sowie am Musiktheater Amsterdam, an der Opéra Bastille Paris, am Royal Opera House London und an der Königlichen Oper Kopenhagen. Außerdem trat er bei den Festspielen in Glyndebourne, Salzburg, Dresden, Berlin und Edinburgh, den BBC Proms, den Händel-Festspielen in Halle, Karlsruhe und Göttingen sowie beim Stuttgarter und Leipziger Bachfest auf. Dabei musizierte er mit Dirigenten wie Stefan Soltesz, Ingo Metzmacher, Hartmut Haenchen, Peter Eötvös, William Christie, Ivor Bolton, Trevor Pinnock, Gustav Leonhardt und Ton Koopman. Als Konzert- und Oratoriensänger war er in beinahe allen europäischen Ländern, den USA und in Asien zu Gast. Eine Reihe von CD-Aufnahmen dokumentiert sein vielfältiges künstlerisches Schaffen.
David Cordier ist am 19. Mai 2025 im Alter von 66 Jahren nach langer schwerer Krankheit in Köln verstorben. Er hinterlässt seine Ehefrau und zwei erwachsene Kinder.

## Veröffentlichungen (Auswahl)
- And is it night? Are they thine eyes that shine? (Jones)
- Go from my window (Anonymous/John Dowland)
- Greensleeves (Anonymous)
- In a merry May morn (Nicholson)
- In darkness let me dwell (Coprario)
- Intenerite voi (Notari)
- Lullaby 'My sweet little baby'  (Byrd)
- See, see, mine own sweet jewel (Morley)
- Venus' Birds (Bennet)